# District de Svitavy
Le district de Svitavy  (en tchèque : okres Svitavy) est un des quatre districts de la région de Pardubice en Tchéquie. Son chef-lieu est la ville de Svitavy.

## Liste des communes
Le district compte 116 communes, dont 7 ont le statut de ville (město, en gras) et 1 celui de bourg (městys, en italique) :
Banín •
Bělá nad Svitavou •
Bělá u Jevíčka •
Benátky •
Bezděčí u Trnávky •
Biskupice •
Bohuňov •
Bohuňovice •
Borová •
Borušov •
Březina •
Březinky •
Březiny •
Březová nad Svitavou •
Brněnec •
Budislav •
Bystré •
Cerekvice nad Loučnou •
Chmelík •
Chornice •
Chotovice •
Chotěnov •
Chrastavec •
Čistá •
Desná •
Dlouhá Loučka •
Dolní Újezd •
Dětřichov •
Dětřichov u Moravské Třebové •
Gruna •
Hartinkov •
Hartmanice •
Horky •
Horní Újezd •
Hradec nad Svitavou •
Janov •
Janůvky •
Jaroměřice •
Jarošov •
Javorník •
Jedlová •
Jevíčko •
Kamenec u Poličky •
Kamenná Horka •
Karle •
Koclířov •
Korouhev •
Koruna •
Křenov •
Kukle •
Kunčina •
Květná •
Lavičné •
Linhartice •
Litomyšl •
Lubná •
Makov •
Malíkov •
Mikuleč •
Mladějov na Moravě •
Moravská Třebová •
Morašice •
Městečko Trnávka •
Nedvězí •
Němčice •
Nová Sídla •
Nová Ves u Jarošova •
Oldřiš •
Opatov •
Opatovec •
Osík •
Pohledy •
Polička •
Pomezí •
Poříčí u Litomyšle •
Pustá Kamenice •
Pustá Rybná •
Příluka •
Radiměř •
Radkov •
Řídký • 
Rohozná •
Rozhraní •
Rozstání •
Rudná •
Rychnov na Moravě •
Sádek •
Sebranice •
Sedliště •
Široký Důl •
Sklené •
Slatina •
Sloupnice •
Staré Město •
Stašov •
Strakov •
Študlov •
Suchá Lhota •
Svitavy •
Svojanov •
Telecí •
Trpín •
Trstěnice •
Tržek •
Třebařov •
Újezdec •
Útěchov •
Vendolí •
Vidlatá Seč •
Víska u Jevíčka •
Vítějeves •
Vlčkov •
Vranová Lhota •
Vrážné •
Vysoká •
Želivsko •

## Principales villes
Population des principales villes du district au 1er janvier 2024 et évolution depuis le 1er janvier 2023 :
| Svitavy              | 16 108 | en diminution   |
| Litomyšl             | 10 493 | en augmentation |
| Moravská Třebová     | 9 715  | en augmentation |
| Polička              | 8 939  | en augmentation |
| Jevíčko              | 2 797  | en diminution   |
| Dolní Újezd          | 1 954  | en diminution   |
| Sloupnice            | 1 836  | en augmentation |
| Hradec nad Svitavou  | 1 687  | en augmentation |
| Březová nad Svitavou | 1 614  | en diminution   |
| Bystré               | 1 603  | en augmentation |